# Børge Jensen
Børge Emil Jensen (ur. 18 czerwca 1911 w Nørre Tranders, zm. 12 stycznia 1967) – duński zapaśnik walczący w obu stylach. Olimpijczyk z Los Angeles 1932, gdzie zajął piąte i szóste miejsce w wadze półśredniej.
Uczestnik mistrzostw Europy w 1935. Mistrz Danii w 1932 i 1935 roku.

## Letnie Igrzyska Olimpijskie 1932
| Konkurencja          | Rundy eliminacyjne | Rundy eliminacyjne  | Rundy eliminacyjne     | Klas. końcowa |
| Konkurencja          | Przeciwnik I       | Przeciwnik II       | Przeciwnik III         | Miejsce       |
| -------------------- | ------------------ | ------------------- | ---------------------- | ------------- |
| 72 kg styl klasyczny | Arild Dahl (NOR) Z | Osvald Käpp (EST) P | Väinö Kajander (FIN) P | 5.            |

| Konkurencja      | Rundy eliminacyjne   | Rundy eliminacyjne      | Klas. końcowa |
| Konkurencja      | Przeciwnik I         | Przeciwnik II           | Miejsce       |
| ---------------- | -------------------- | ----------------------- | ------------- |
| 72 kg styl wolny | Jean Földeák (GER) P | Jack van Bebber (USA) P | 6.            |